# Stola (liturgische Kleidung)

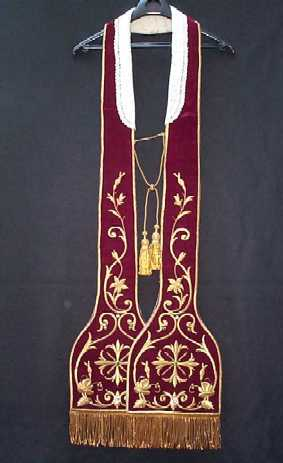
Stola mit abnehmbarem Schutzkragen und Quasten. In der Barockzeit wurde eine kürzere Form der Stola bevorzugt.

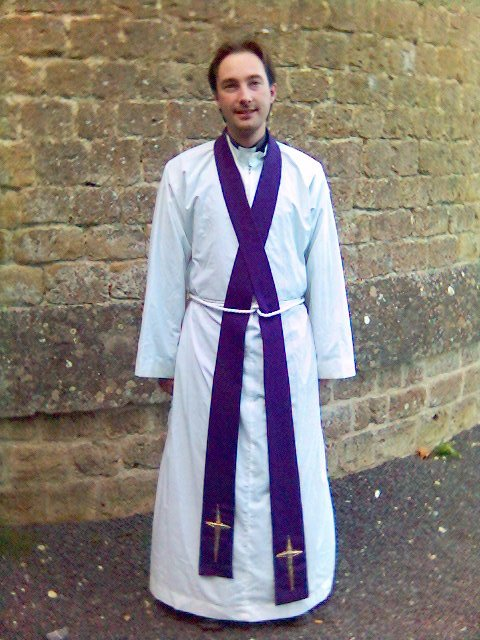
Anglikanischer Priester mit gekreuzter Stola

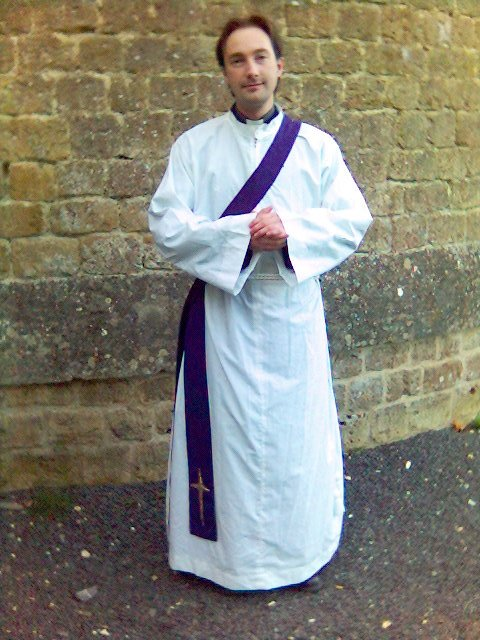
Stola eines anglikanischen Diakons

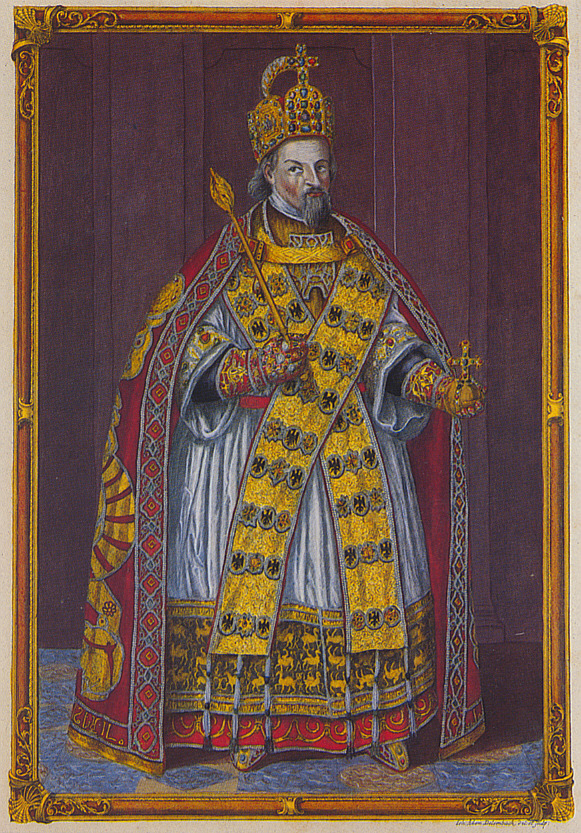
Kaiser Sigismund mit der Stola der Reichskleinodien – das Ornat der römisch-deutschen Kaiser leitet sich von ihrer ursprünglich auch hochpriesterlichen Stellung ab

Die Stola ist ein liturgisches Gewandstück, das als Amtsabzeichen von katholischen und ostkirchlichen, teilweise auch von evangelischen Geistlichen verschiedener Konfessionen getragen wird.

## Form und Trageweise
Die Stola ist ein etwa 2,50 m langer schmaler Stoffstreifen. Als Amtsabzeichen ist sie den Inhabern des entsprechenden kirchlichen Amtes vorbehalten und bei gottesdienstlichen Handlungen vorgeschrieben. In der Heiligen Messe folgt bei den Katholiken die Stola gewöhnlich dem liturgischen Farbenkanon. Außerhalb der Messe wird meist die weiße, bei der Spendung des Bußsakramentes die violette und bei der Begräbnisfeier die violette oder schwarze Stola verwendet.
Die Stola wird unterschiedlich getragen: Katholische Diakone tragen sie als Schärpe über der linken Schulter, hingegen Priester und Bischöfe über beide Schultern gelegt. Bei der Heiligen Messe wird die Stola gewöhnlich unter der Dalmatik bzw. der Kasel (Messgewand) über der Albe getragen und mit dem Zingulum befestigt, beim feierlichen Stundengebet, bei Prozessionen, Beerdigungen und eucharistischen Andachten über der Albe und unter dem Pluviale. Bei Wort-Gottes-Feiern und der Spendung von Taufe und Ehe außerhalb der Heiligen Messe trägt der Leiter des Gottesdienstes ein Chorhemd und darüber die Stola. Bei der Spendung von Sakramenten außerhalb des Kirchenraumes, etwa Krankensalbung, Beichte oder Kommunion am Krankenbett, kann der Priester die Stola auch über der Zivilkleidung anlegen.
Vor dem Zweiten Vatikanum bestimmte das Missale Romanum, dass der Priester die Stola über der Brust kreuzen, während der Bischof die Enden herabhängen lassen solle. Nach dem Konzil wurde festgelegt, dass Bischof und Priester in gleicher Weise die Enden der Stola herabhängen lassen. Außerhalb der Messfeier wurde die Stola schon zuvor nicht gekreuzt, wenn das Zingulum zur Befestigung fehlte. Priester, die die Messe nach dem Messbuch von 1962 zelebrieren, tragen die Stola weiterhin gekreuzt. Ostkirchliche Diakone tragen ihre (längere) Stola gewöhnlich frei über die linke Schulter herabhängend, schlingen sie aber beim Altardienst aus praktischen Gründen x-förmig um Brust und Rücken. Die ostkirchliche Priesterstola legt man wie in der Westkirche um den Hals, ihre beiden Enden hängen ungekreuzt vor der Brust des Trägers, häufig miteinander verknüpft oder als geschlossene Stoffbahn mit Halsöffnung.
Die Stola ist oft reich mit Ornamenten und Kreuzen verziert.
Bisweilen wird sie heute von römisch-katholischen Priestern über dem Messgewand getragen, um so das Amtsabzeichen den Gläubigen sichtbar zu machen, was die liturgischen Regeln allerdings nicht explizit vorsehen.
In evangelischen Kirchen wird die Stola – wenn sie Verwendung findet – einfach über dem Talar oder der Albe der Geistlichen getragen.

## Herkunft
Die Verwendung der Stola (aus dem gallischen für Gewand; ursprüngliche Bezeichnung Orarium; im griechischen Ritus Orarion für den Diakon bzw. Epitrachelion für den Priester/Erzpriester) ist in den christlichen Kirchen bereits früh bezeugt.
Schon die Synode von Laodicea (372) erwähnt das Orarion und untersagt Lektoren, Psalmsängern und Subdiakonen, das Orarion zu tragen. In Gallien (siehe auch Gallikanischer Ritus) ist im 6. Jahrhundert schon die bischöfliche Stola bezeugt, die Synode von Braga (561) kennt bereits die unterschiedlichen Trageweisen.
In Rom kam die Trageweise der bischöflichen Stola erst im 8./9. Jahrhundert auf. Zuvor trugen alle Weihegrade (Diakon, Priester und Bischof) die Stola auf die gleiche Weise. Im 9. Jahrhundert entwickelte sich auch die allgemeine Bezeichnung Stola.
Die schräg getragene Stola des Diakons entwickelte sich im Hochmittelalter aus dem Brauch, dass der Diakon an Bußtagen die Kasel als Planeta plicata in der Heiligen Messe vom Evangelium an schärpenartig um seinen Körper schlang. Da es bei neuzeitlichen Kaseln schwer war, sie in dieser Weise gefaltet umzulegen, konnten sie durch ein breites Band ersetzt werden, das wegen seiner Ähnlichkeit mit einer Stola stola latior („breitere Stola“) genannt wurde, jedoch keine Stola war. Diese Trageformen sind aber im vom Zweiten Vatikanischen Konzil erneuerten Römischen Ritus nicht mehr gebräuchlich.
Symbolisch gilt die Stola des Priesters als Joch Christi (iugum christi), das er tragen will. Das Überreichen der Stola gehört zu den Riten der Diakonenweihe und der Priesterweihe.
Während in den Ostkirchen die Stola (Orarion) bisweilen auch vom Lektor getragen wird, wird sie in der römisch-katholischen Kirche nur von Diakon, Priester oder Bischof getragen. Eine Ausnahme bilden hier die Kartäuserinnen: Hier bekommt die Nonne bei ihrer Jungfrauenweihe vom Bischof neben den traditionellen Insignien auch die Stola, welche die Hebdomadarin beim Vortrag des Evangeliums während der Vigil tragen darf.

## Stola im Protestantismus
In der Reformationszeit blieben im Bereich der lutherischen Kirchen die Messgewänder häufig in Gebrauch. Die Messgewänder werden zu den Adiaphora gerechnet. Sie gelten damit nicht als schriftinkonform, aber auch nicht als heilsnotwendig. Martin Luther trug selbst zu den Abendmahlsfeiern noch Messgewänder, lediglich zur Predigt den schwarzen Rock der damaligen theologischen Universitätsprofessoren. Die Messgewänder wurden erst 1811 durch die Einführung des schwarzen Talares durch eine Kabinettsorder König Friedrich Wilhelms III. in Preußen für Pfarrer in evangelischen Kirchen, Richter, Rabbiner und königliche Beamte abgelegt. Von da an entwickelte er sich zusammen mit dem Beffchen zur regulären Amtstracht. Daher ist der schwarze Talar in vielen lutherischen Kirchen außerhalb Deutschlands als Amtstracht der Geistlichen unbekannt. Selbst in Deutschland setzte er sich nicht flächendeckend durch.
Heute wird die Stola vor allem in den lutherischen Kirchen als Bestandteil der liturgischen Kleidung wiederentdeckt. Denn während der schwarze Talar vor allem den Lehrcharakter betont, hebt die Stola den Aspekt des Feierns hervor. Durch ihre Farbe betont sie darüber hinaus die Farbsymbolik des Kirchenjahres (liturgische Farben) und durchbricht die bisweilen als starr und trist empfundene Ausstrahlung des schwarzen Talares.
Die Stola kann in den meisten Gliedkirchen der EKD mit oder ohne Beffchen zum Talar oder zur Albe getragen werden. In der Selbständigen Evangelisch-Lutherischen Kirche (SELK) ist ein Tragen von Beffchen und Stola nicht von den kirchlichen Ordnungen über die liturgischen Gewänder gedeckt. Hingegen kann in der SELK die Stola entweder über der Albe, dem Chorhemd, dem Talar, über oder unter der Kasel getragen werden.
Der richtige Kleidungsstil ist auch unter den Befürwortern der Stola umstritten. So gibt es Gruppen, die das Tragen der Stola zusammen mit Beffchen oder das Tragen der Stola zum schwarzen Talar ablehnen, weil es ihrer Meinung nach zu einer Vermischung von evangelischer Amtstracht und liturgischem Gewand führe. Auch die Frage, ob die Stola farblich zum Kirchenjahr passen muss oder ob zum Beispiel auch das grundsätzliche Tragen einer bunten „Regenbogenstola“ möglich ist, ist umstritten und eine Frage des jeweils geltenden Kirchenrechts.
Kritiker wenden gegen die Stola oft ein, dass sie nicht zur Lehre des Priestertums aller Getauften passe: Nach 1. Petrus 2,9  seien alle Gläubigen Priester, so dass es im Gottesdienst keinen Priester brauche. Ferner wird von reformierter Seite ins Feld geführt, das Tragen der Stola sei ein Versuch, an den Priesterstand der römisch-katholischen Kirche anzuknüpfen. Andererseits tragen außerhalb Deutschlands, namentlich in den USA, auch reformierte, baptistische und pentekostale Prediger wie auch alle andern am Gottesdienst Mitwirkende (Lektoren, Musiker, Chorsänger usw.) die Stola als Zeichen der Beauftragung durch die Gemeinde.